# Enallage
Enallage (z gr. ἐναλλαγή enallagḗ – "wymiana, przemienność") – figura retoryczna polegająca na użyciu w wypowiedzi innej formy gramatycznej niż oczekiwana, a więc poniekąd nieprawidłowej (w tym sensie, że naruszona jest logiczno-gramatyczna ciągłość wypowiedzi). Na przykład w Pieśni nad Pieśniami:
Niech mnie ucałuje pocałunkami swych ust!
Bo miłość twa przedniejsza od wina (PnP 1,2)
w drugim wersie zaimek stoi w drugiej osobie zamiast w trzeciej (jak w pierwszym wersie).